# ظرفیت پخش
ظرفیت پخش یا ظرفیت نفوذ (به انگلیسی: Diffusion Capacitance) ظرفیت خازنی است که در نتیجه انتقال حامل‌های بار بین دو پایانه یک قطعه، برای مثال، نفوذ حامل از آند به کاتد در حالت بایاس مستقیم یک دیود یا از امیتر به بیس در بایاسِ مستقیم در محل پیوند یک ترانزیستور ایجاد می‌شود. در یک قطعه نیم‌رسانا که جریان از طریق آن جاری است (به عنوان مثال، انتقال مداوم بار توسط پخش) در یک لحظه خاص، لزوماً در روند گذر از طریق قطعه مقدار بار وجود دارد. اگر ولتاژ اعمال شده به مقدار متفاوتی تغییر یابد و جریان فعلی به یک مقدار متفاوت تغییر یابد، در شرایط جدید مقدار بار متفاوت در حال انتقال است. تغییر در مقدار بار انتقالی تقسیم بر تغییر ولتاژ باعث ایجاد ظرفیت خازنی پخش است. از صفت «پخش» استفاده می‌شود زیرا استفاده اصلی از این اصطلاح برای دیودهای پیوندی بود، جایی که انتقال بار از طریق سازوکار پخش انجام می‌شد. به قوانین نفوذ فیک مراجعه کنید.
برای انجام کمّی این مفهوم، در یک لحظه خاص در زمان اجازه دهید ولتاژ در دو سَر قطعه {\displaystyle V} باشد. اکنون فرض کنید که ولتاژ با زمان به آرامی تغییر می‌کند که در هر لحظه جریان عبوری همان جریانِ DC است که در آن ولتاژ جاری است، می‌گویند {\textstyle I=I(V)} (تقریب شبه‌ایستا). فرض کنید که زمان عبور از قطعه زمان گذار مستقیم، {\displaystyle {\tau }_{F}} است. در این حالت میزان بار گذرا از طریق قطعه در این لحظه خاص، مشخص می‌شود با {\displaystyle Q} ، از رابطه زیر بدست می‌آید
{\displaystyle Q=I(V){\tau }_{F}} .
در نتیجه، ظرفیت پخش مربوطه: {\displaystyle C_{diff}}. است
{\displaystyle C_{diff}={\begin{matrix}{\frac {dQ}{dV}}\end{matrix}}={\begin{matrix}{\frac {dI(V)}{dV}}\end{matrix}}{\tau }_{F}} .
در صورت عدم تقریب شبه-ایستا، معادله صادق نیست، یعنی برای تغییر ولتاژ بسیار سریع که در زمان‌های کوتاه‌تر از زمان گذار {\displaystyle {\tau }_{F}} اتفاق می‌افتد، برای یافتن بار در حال گذر باید معادلات حاکم بر حمل و نقل وابسته به زمان در قطعه عنوان مثال معادله بولتزمن حل شود. این مشکل موضوعی است که ادامه تحقیقات تحت عنوان اثرات غیرشبه‌ایستا قرار دارد. لیو، و گیلدنبلات و همکاران را ببینید.